# Сатурн (премия, 1982)
9-я церемония вручения наград премии «Сатурн» за заслуги в области фантастики, фэнтези и фильмов ужасов за 1981 год состоялась 27 июля 1982 года.

## Лауреаты и номинанты
Лауреаты указаны первыми, выделены жирным шрифтом и  отдельным цветом. 

### Основные категории
| Категория                                            | Лауреаты и номинанты                                                                         | Лауреаты и номинанты                                                                      |
| ---------------------------------------------------- | -------------------------------------------------------------------------------------------- | ----------------------------------------------------------------------------------------- |
| Лучший научно-фантастический фильм                   | • Супермен 2 / Superman II                                                                   | • Супермен 2 / Superman II                                                                |
| Лучший научно-фантастический фильм                   | • Побег из Нью-Йорка / Escape from New York                                                  |                                                                                           |
| Лучший научно-фантастический фильм                   | • Побег роботов / Heartbeeps                                                                 |                                                                                           |
| Лучший научно-фантастический фильм                   | • Тяжёлый металл (м/ф) / Heavy Metal                                                         |                                                                                           |
| Лучший научно-фантастический фильм                   | • Чужбина / Outland                                                                          |                                                                                           |
| Лучший фильм-фэнтези                                 | • Индиана Джонс: В поисках утраченного ковчега / Raiders of the Lost Ark                     | • Индиана Джонс: В поисках утраченного ковчега / Raiders of the Lost Ark                  |
| Лучший фильм-фэнтези                                 | • Битва титанов / Clash of the Titans                                                        |                                                                                           |
| Лучший фильм-фэнтези                                 | • Убийца дракона / Dragonslayer                                                              |                                                                                           |
| Лучший фильм-фэнтези                                 | • Экскалибур / Excalibur                                                                     |                                                                                           |
| Лучший фильм-фэнтези                                 | • Лис и охотничий пёс (м/ф) / The Fox and the Hound                                          |                                                                                           |
| Лучший фильм ужасов                                  | • Американский оборотень в Лондоне / An American Werewolf in London                          | • Американский оборотень в Лондоне / An American Werewolf in London                       |
| Лучший фильм ужасов                                  | • Умершие и похороненные / Dead & Buried                                                     |                                                                                           |
| Лучший фильм ужасов                                  | • История с привидениями / Ghost Story                                                       |                                                                                           |
| Лучший фильм ужасов                                  | • Хэллоуин 2 / Halloween II                                                                  |                                                                                           |
| Лучший фильм ужасов                                  | • Волки / Wolfen                                                                             |                                                                                           |
| Лучший международный фильм (Best International Film) | • Борьба за огонь / La guerre du feu ( Канада, Франция, США)                                 | • Борьба за огонь / La guerre du feu ( Канада, Франция, США)                              |
| Лучший международный фильм (Best International Film) | • Замкнутый круг / Full Circle ( Канада, Великобритания)                                     |                                                                                           |
| Лучший международный фильм (Best International Film) | • Дорожные игры / Roadgames ( Австралия)                                                     |                                                                                           |
| Лучший международный фильм (Best International Film) | • Бандиты времени / Time Bandits ( Великобритания)                                           |                                                                                           |
| Лучший международный фильм (Best International Film) | • Лесной наблюдатель / The Watcher in the Woods ( США, Великобритания)                       |                                                                                           |
| Лучший малобюджетный фильм (Best Low-Budget Film)    | • Не бойся Зла / Fear No Evil                                                                | • Не бойся Зла / Fear No Evil                                                             |
| Лучший малобюджетный фильм (Best Low-Budget Film)    | • Элис, милая Элис / Communion / Alice, Sweet Alice / Holy Terror                            |                                                                                           |
| Лучший малобюджетный фильм (Best Low-Budget Film)    | • Безумец / Madman                                                                           |                                                                                           |
| Лучший малобюджетный фильм (Best Low-Budget Film)    | • Ночное предупреждение / Night Warning                                                      |                                                                                           |
| Лучший малобюджетный фильм (Best Low-Budget Film)    | • Невидимое / The Unseen                                                                     |                                                                                           |
| Лучший актёр                                         |                                                                                              | • Харрисон Форд — «Индиана Джонс: В поисках утраченного ковчега» (за роль Индианы Джонса) |
| Лучший актёр                                         | • Дональд Плезенс — «Хэллоуин 2» (за роль доктора Сэма Лумиса)                               |                                                                                           |
| Лучший актёр                                         | • Шон Коннери — «Чужбина» (за роль фед. маршала Уильяма Т. О’Нила)                           |                                                                                           |
| Лучший актёр                                         | • Кристофер Рив — «Супермен 2» (за роль Кларка Кента / Супермена)                            |                                                                                           |
| Лучший актёр                                         | • Альберт Финни — «Волки» (за роль детектива Дьюи Уилсона)                                   |                                                                                           |
| Лучшая актриса                                       |                                                                                              | • Карен Аллен — «Индиана Джонс: В поисках утраченного ковчега» (за роль Мэрион Рэйвенвуд) |
| Лучшая актриса                                       | • Дженни Эгаттер — «Американский оборотень в Лондоне» (за роль медсестры Алекс Прайс)        |                                                                                           |
| Лучшая актриса                                       | • Лили Томлин — «Невероятно уменьшившаяся женщина» (за роль Пэт Крамер / Джудит Бэсли)       |                                                                                           |
| Лучшая актриса                                       | • Анджела Лэнсбери — «Зеркало треснуло» (за роль мисс Джейн Марпл)                           |                                                                                           |
| Лучшая актриса                                       | • Марго Киддер — «Супермен 2» (за роль Лоис Лейн)                                            |                                                                                           |
| Лучший актёр второго плана                           |                                                                                              | • Бёрджесс Мередит — «Битва титанов» (за роль Аммона)                                     |
| Лучший актёр второго плана                           | • Ральф Ричардсон — «Убийца дракона» (за роль Ульриха)                                       |                                                                                           |
| Лучший актёр второго плана                           | • Никол Уильямсон — «Экскалибур» (за роль Мерлина)                                           |                                                                                           |
| Лучший актёр второго плана                           | • Пол Фримен — «Индиана Джонс: В поисках утраченного ковчега» (за роль доктора Рене Беллока) |                                                                                           |
| Лучший актёр второго плана                           | • Крейг Уорнок — «Бандиты времени» (за роль Кевина)                                          |                                                                                           |
| Лучшая актриса второго плана                         |                                                                                              | • Фрэнсис Стернхаген — «Чужбина» (за роль доктора Лазарус)                                |
| Лучшая актриса второго плана                         | • Мэгги Смит — «Битва титанов» (за роль Фетиды)                                              |                                                                                           |
| Лучшая актриса второго плана                         | • Хелен Миррен — «Экскалибур» (за роль Морганы)                                              |                                                                                           |
| Лучшая актриса второго плана                         | • Вивека Линдфорс — «Рука» (за роль доктора)                                                 |                                                                                           |
| Лучшая актриса второго плана                         | • Кайл Ричардс — «Лесной наблюдатель» (за роль Элли Кёртис)                                  |                                                                                           |
| Лучшая режиссура                                     |                                                                                              | • Стивен Спилберг за фильм «Индиана Джонс: В поисках утраченного ковчега»                 |
| Лучшая режиссура                                     | • Майкл Уодли — «Волки»                                                                      |                                                                                           |
| Лучшая режиссура                                     | • Джон Карпентер — «Побег из Нью-Йорка»                                                      |                                                                                           |
| Лучшая режиссура                                     | • Джон Бурмен — «Экскалибур»                                                                 |                                                                                           |
| Лучшая режиссура                                     | • Терри Гиллиам — «Бандиты времени»                                                          |                                                                                           |
| Лучший сценарий                                      | • Лоуренс Кэздан — «Индиана Джонс: В поисках утраченного ковчега»                            | • Лоуренс Кэздан — «Индиана Джонс: В поисках утраченного ковчега»                         |
| Лучший сценарий                                      | • Джон Лэндис — «Американский оборотень в Лондоне»                                           |                                                                                           |
| Лучший сценарий                                      | • Питер Хайамс — «Чужбина»                                                                   |                                                                                           |
| Лучший сценарий                                      | • Терри Гиллиам, Майкл Пейлин — «Бандиты времени»                                            |                                                                                           |
| Лучший сценарий                                      | • Дэвид Айр, Майкл Уодли — «Волки»                                                           |                                                                                           |
| Лучшая музыка                                        |                                                                                              | • Джон Уильямс за музыку к фильму «Индиана Джонс: В поисках утраченного ковчега»          |
| Лучшая музыка                                        | • Лоуренс Розенталь — «Битва титанов»                                                        |                                                                                           |
| Лучшая музыка                                        | • Колин Таунз — «Замкнутый круг»                                                             |                                                                                           |
| Лучшая музыка                                        | • Джерри Голдсмит — «Чужбина»                                                                |                                                                                           |
| Лучшая музыка                                        | • Кен Торн — «Супермен 2»                                                                    |                                                                                           |
| Лучшие костюмы                                       | • Боб Рингвуд — «Экскалибур»                                                                 | • Боб Рингвуд — «Экскалибур»                                                              |
| Лучшие костюмы                                       | • Эмма Потьюс — «Битва титанов»                                                              |                                                                                           |
| Лучшие костюмы                                       | • Энтони Мендлесон — «Убийца дракона»                                                        |                                                                                           |
| Лучшие костюмы                                       | • Стивен Лумис — «Побег из Нью-Йорка»                                                        |                                                                                           |
| Лучшие костюмы                                       | • Дебора Нэдулмэн — «Индиана Джонс: В поисках утраченного ковчега»                           |                                                                                           |
| Лучший грим                                          |                                                                                              | • Рик Бейкер — «Американский оборотень в Лондоне»                                         |
| Лучший грим                                          | • Стэн Уинстон — «Умершие и похороненные»                                                    |                                                                                           |
| Лучший грим                                          | • Кен Чейз — «Побег из Нью-Йорка»                                                            |                                                                                           |
| Лучший грим                                          | • Бэзил Ньюолл, Анна Драйхёрст — «Экскалибур»                                                |                                                                                           |
| Лучший грим                                          | • Стэн Уинстон — «Побег роботов»                                                             |                                                                                           |
| Лучшие спецэффекты                                   |                                                                                              | • Ричард Эдланд — «Индиана Джонс: В поисках утраченного ковчега»                          |
| Лучшие спецэффекты                                   | • Рэй Харрихаузен — «Битва титанов»                                                          |                                                                                           |
| Лучшие спецэффекты                                   | • Брайан Джонсон, Деннис Мьюрен — «Убийца дракона»                                           |                                                                                           |
| Лучшие спецэффекты                                   | • Джон Стеарс — «Чужбина»                                                                    |                                                                                           |
| Лучшие спецэффекты                                   | • Джон Бункер — «Бандиты времени»                                                            |                                                                                           |

### Специальные награды
| Награда                                                                                            | Лауреаты                               | Лауреаты                             |
| -------------------------------------------------------------------------------------------------- | -------------------------------------- | ------------------------------------ |
| Золотой Свиток за заслуги (Выдающиеся достижения) Golden Scroll of Merit (Outstanding Achievement) | • Бо Свенсон — «Ночное предупреждение» | Бо Свенсон                           |
| Награда за достижения в карьере (Life Career Award)                                                | • Рэй Харрихаузен                      | Рэй Харрихаузен                      |
| Награда за выдающийся фильм (Outstanding Film Award)                                               | • Борьба за огонь / La guerre du feu   | • Борьба за огонь / La guerre du feu |
| Президентская премия (President’s Award)                                                           | • Бандиты времени / Time Bandits       | • Бандиты времени / Time Bandits     |
| Executive Achievement Award                                                                        | • Ханс Дж. Сэлтер                      | • Ханс Дж. Сэлтер                    |
| Service Award                                                                                      | • Gary 'Zak' Sakharoff                 | • Gary 'Zak' Sakharoff               |